# Борисов камень в Полоцке
Борисов камень в Полоцке (бел. Барысаў камень ў Полацку, также «1-й Борисов камень», «Борис», «Борис-Глеб», «Борис-Хлебник») — монументальный памятник древнерусской эпиграфики, один из Борисовых камней, находящийся в городе Полоцке Витебской области Белоруссии.

## Описание

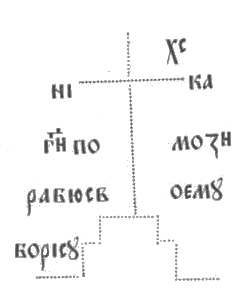
Надпись

Камень представляет собой валун красноватого цвета неправильной формы, размером примерно 3 метра в поперечнике, по составу является гранитом вида рапакиви (горная порода, в составе которой преобладают минералы из группы полевых шпатов и кварц). На нём выбит крест на ступенчатом подножии, символизирующем Голгофу, и традиционная для Борисовых камней надпись: «Господи, помоги рабу своему Борису». Вверху, по сторонам креста, также высечены буквы: «IС ХС НИКА», что означает «Иисус Христос побеждает». В отличие от других Борисовых камней, с шестиконечным (патриаршим) крестом, на полоцком камне изображён четырёхконечный крест. Вследствие естественного выветривания полевого шпата поверхность камня зернистая и неровная, а надпись на нём читается с трудом.

## История изучения
Первоначально камень находился примерно в 5 километрах от Полоцка, вниз по течению Западной Двины, ближе к левому берегу, напротив деревни Подкостельцы (вошла в состав современного Новополоцка). Ввиду того, что течение реки подмывало основание камня, он был опрокинут так, что вершина креста была наклонена к воде.

### Сементовский

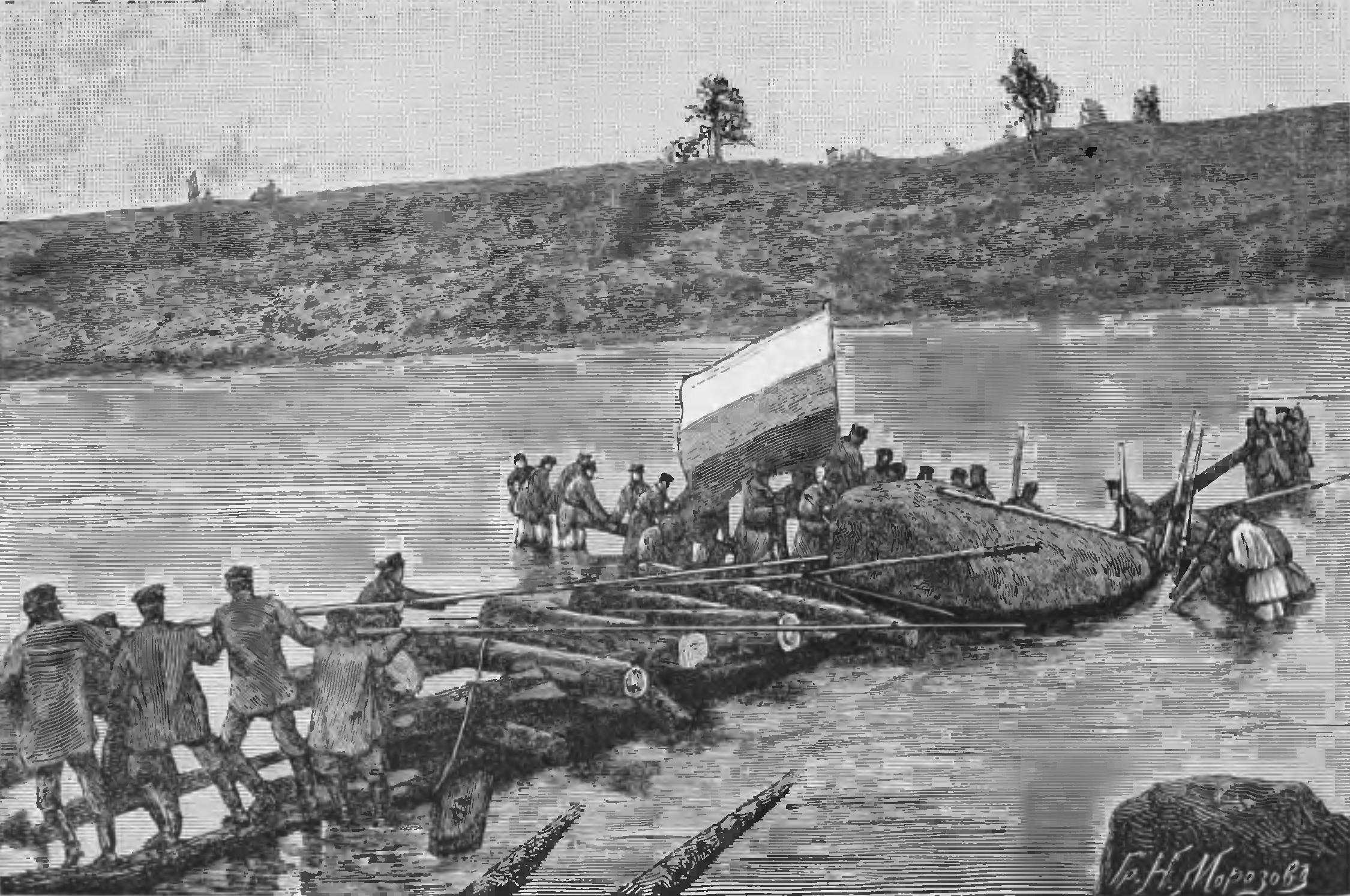
Попытка вынуть камень в 1889 году.

В конце XIX века камень изучал известный историк, краевед и этнограф А. М. Сементовский. Согласно его сведениям, одно из названий этого камня — «Борис-Хлебник» — было дано ему потому, что он был видим вполне, по-народному, «выходил из воды» — около дня празднования св. князей Бориса и Глеба, то есть 24 июля. Около этого же времени обыкновенно начинается и уборка хлеба, что и отмечено народом в поговорке: «На Глеба Бориса, до хлеба берися». По другой версии, приводимой этим же автором, название этого камня «Хлебником», дано ему потому, что при сплаве по Двине в Ригу судов об этот камень часто разбивались барки нагруженные хлебом. Но это предположение было А. М. Сементовским подвергнуто критике, так как по его данным фарватер Западной Двины в этом месте, находится у другого берега реки.
Так же, в своей книге, историк приводит описание попытки вытащить камень из реки, состоявшейся в 1889 году. Полоцкая полиция, в лице исправника, при помощи сотни людей, после молебствия, украсив камень флагом, усердно пыталась вытащить камень на довольно крутой в этом месте берег Западной Двины. Сементовский с иронией замечает: «…но видно усердие было не по разуму — камень остался на месте…».

### Сапунов

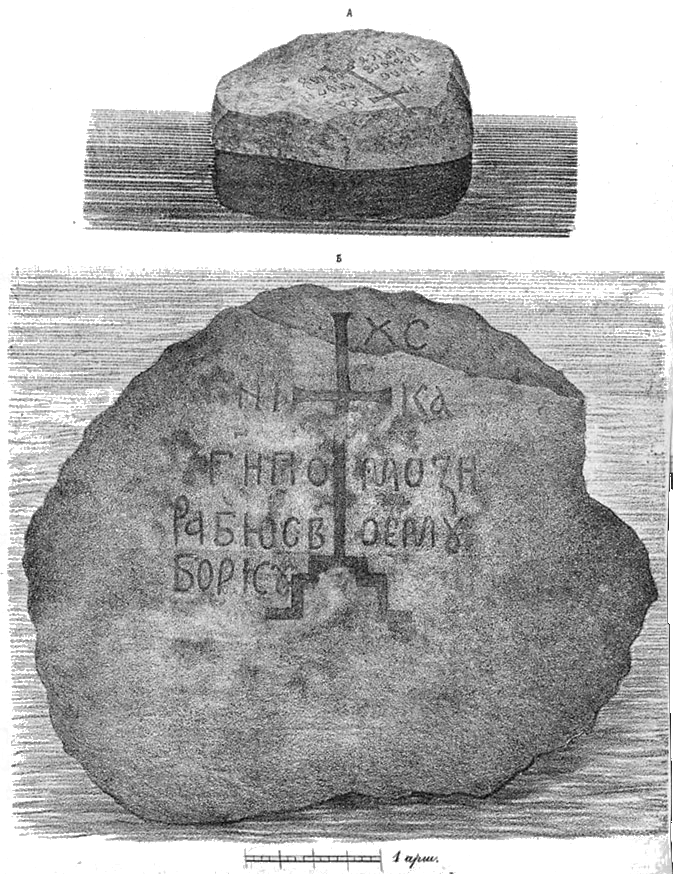
Борисов камень 1-й.

Немного позднее Полоцкий Борисов камень изучал известный историк, краевед, археолог А. П. Сапунов. Описание и рисунки этого камня были размещены им в изданной им в 1890 году монографии «Двинские или Борисовы камни», собравшей в себя сведения о всех известных на тот момент Борисовых камнях.
По данным исследователя, камень этот известен у народа под именем «Борис-Глеб», отдельно замечая, что букву «Г» белорусы произносят очень мягко почти как «Х», и, по-этому, название камня звучит как «Борис-Хлеб», что и ввело А. М. Сементовского в заблуждение считать, что название камня — «Борис-Хлебник».

### Шляпкин
В 1896 году камень, во время своей экспедиции по Северо-Западному краю, изучал филолог, палеограф, историк древнерусского искусства И. А. Шляпкин, сделавший несколько его фотографий. 

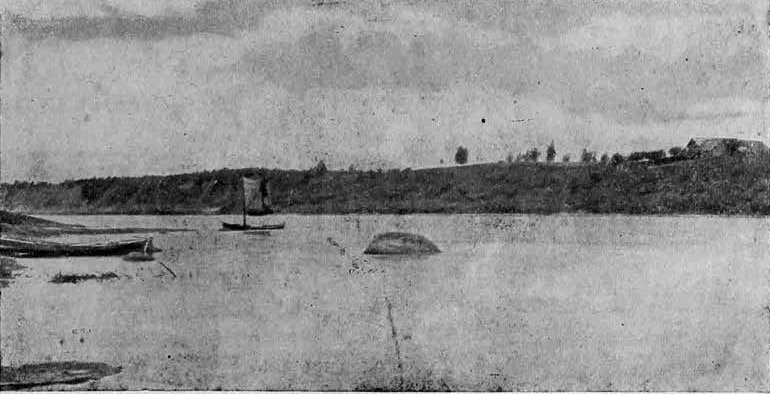
Камень в реке.
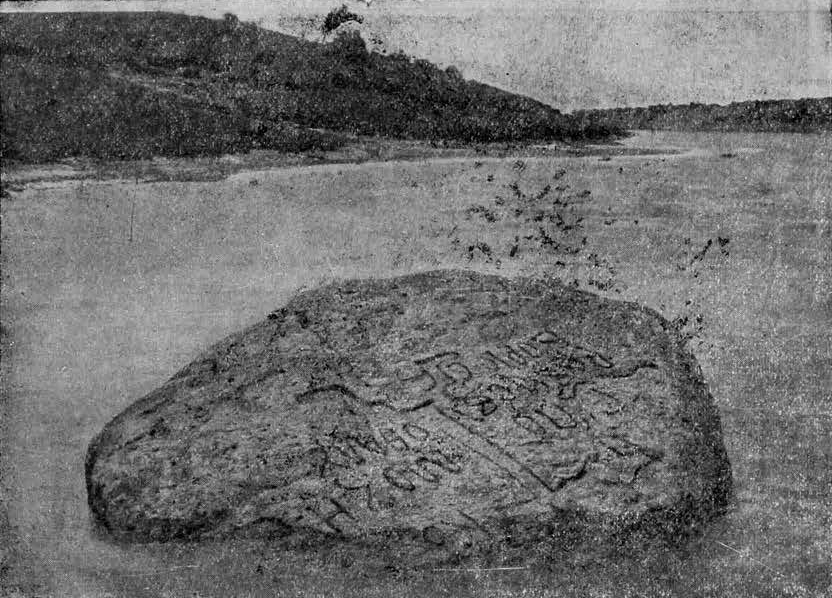
Камень в реке.
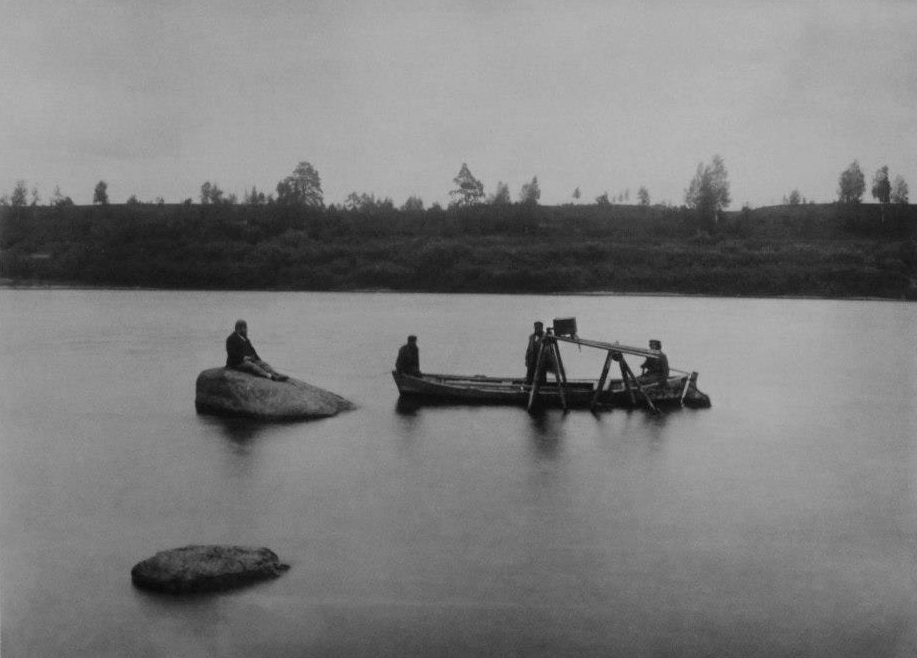
Процесс съёмки.

## Современное состояние
В 1981 году камень был извлечён из реки и поставлен напротив Софийского собора, где и находится до сих пор.